# Thermanaeromonas toyohensis
Thermanaeromonas toyohensis è una specie di batterio appartenente alla famiglia delle Thermoanaerobacteriaceae.